# Paula Jean Welden
Paula Jean Welden (Stamford, Connecticut; 19 de octubre de 1928 - desaparecida en Bennington, Vermont el 1 de diciembre de 1946) fue una estudiante universitaria estadounidense que desapareció mientras realizaba senderismo. Se criticó fuertemente a la policía local por realizar una pobre investigación del suceso, lo que llevó a la creación de la Policía Estatal de Vermont. Su destino sigue siendo incierto.

## Familia
Paula Welden era la mayor de las cuatro hijas del ingeniero industrial, arquitecto y diseñador William Archibald Welden (1900-1970) y de su esposa Jean Douglas (1901-1976). Paula se graduó en 1945 en la Stamford High School.

## Desaparición e investigación
En 1946, Welden era estudiante de segundo año en la Bennington College, un centro universitario ubicado en Bennington, estado de Vermont. Su dormitorio universitario estaba en la residencia Dewey House, una de las más antiguas en los terrenos de la universidad, y que permanece hasta el día de hoy. Paula comenzó a hacerse amiga de otros estudiantes y se involucró en bailes cuadrados (un baile tradicional para cuatro parejas, que danzan dándose la espalda formando las esquinas de un cuadrado) y caminatas con grupos de amigos.
Welden trabajaba a tiempo parcial en el comedor del Commons en el campus. El domingo 1 de diciembre había trabajado durante el turno del almuerzo. Al término de su turno, decidió salir del centro y adentrarse en una ruta de senderismo a pocas millas del campus llamada Long Trail. Paula conocía dicho sendero, que era bastante popular, pero aún no había tenido la oportunidad de caminarlo. Había tratado que otros estudiantes la acompañaran, pero no pudieron al estar atareados, por lo que decidió irse sola.
Su ropa era adecuada para el clima de esa tarde, pero no para la caída anticipada de temperatura por la noche. No empacó ninguna bolsa con ropa extra ni cogió dinero para posibles incidentes, esperando que dicho paseo no se alargara más de unas pocas horas. Welden caminó por la entrada del campus y giró hacia la ruta estatal 67A, cerca de la entrada de la Universidad. Siguió este paseo hasta alcanzar la ruta estatal 9, cerca de Benningtony Woodford Hollow. El contratista local Louis Knapp la recogió y la condujo hasta su casa en la Ruta 9, a unos 4 kilómetros de la ruta. Desde ese punto, Welden pudo haber hecho autostop o continuar andando el resto del camino.
Un grupo de excursionistas caminaba por el sendero mientras Welden lo realizaba en sentido opuesto. Ella se acercó a ellos y les hizo algunas preguntas sobre el tramo. Continuó caminando en dirección norte en la parte del camino ahora conocida como Harbour Road. Welden estaba en Long Trail a última hora de la tarde y la oscuridad caía, cuando se acercaba al final de Harbor Road. Es posible que continuase en el bosque cuando oscurecía, y se presumió que pudiera continuar su caminata por la zona del valle de Bolles Brook, pero nadie pudo confirmar esta hipótesis.
Welden no regresó al campus. Su compañera de cuarto pensó que debía haber ido a la biblioteca para estudiar para los exámenes, pero a la mañana siguiente, Welden aún no había regresado. Una vez que los administradores de la Universidad fueron notificados, inmediatamente comenzó la búsqueda en el campus. El fiscal del Condado de Bennington fue notificado, y se dispuso a las fuerzas del sheriff del condado para ayudar con la búsqueda. Durante los siguientes días, su visita al Long Trail fue descubierta cuando uno de los excursionistas a los que se había acercado la identificó en la foto del periódico Bennington Banner, donde trabajaba.
La búsqueda de Paula duró varias semanas. La Universidad cerró durante varios días, y los estudiantes y la facultad participaron en búsquedas organizadas. Cientos de voluntarios, miembros de la familia, tropas de la Guardia Nacional, estudiantes y bomberos la buscaron en vano. Las búsquedas terrestres y aéreas se concentraron en el largo sendero hasta la montaña Glastenbury (al norte de la zona de búsqueda), las diversas ramificaciones del sendero y a lo largo de la ruta 9 de Vermont desde Bennington a Brattleboro. La mayoría de los que buscaban suponían que Paula se había perdido en el bosque. Pero cuando no se encontraron pistas sobre su paradero, otras teorías comenzaron a considerarse.
Las teorías alternativas especularon que ella había estado de muy buen humor por lo que había decidido huir para comenzar una nueva vida, que iba a encontrarse con un amante secreto y se había ido con él, o había sufrido un accidente, resultado herida y sufría amnesia. Las teorías más oscuras especularon que Paula estaba deprimida y podría haberse suicidado, o que podría haber sido secuestrada o asesinada. Aunque su caso fue el más conocido, en la zona desaparecieron sin rastro cuatro personas más entre 1945 y 1950: un experimentado cazador de 74 años, un veterano de guerra que viajaba en autobús, un niño de 8 años y una mujer de 53, la única de la que se encontró el cuerpo.
En el momento de la desaparición de Paula, no había una organización policial estatal en Vermont, y el abogado del estado, el sheriff del condado y el investigador estatal Almo Franzoni fueron los responsables de la investigación. El padre de Paula presionó a los investigadores y al gobernador para que trajeran ayuda profesional adicional para hacer cumplir la ley. El gobernador de Vermont pidió al gobernador de Connecticut que prestara asistencia. El detective de la policía estatal de Connecticut, Robert Rundle, y la policía estatal Dorothy Scoville fueron asignados al caso. Entrevistaron a todas las personas que vieron, o pensaron que vieron a Paula, a todas las personas que vivían a lo largo de la ruta que ella tomó o que simplemente se encontraban en las cercanías de Long Trail esa tarde de diciembre.
Los investigadores descubrieron que una de las últimas personas en ver viva a Paula fue un hombre que vivía en Harbor Road. Estaba en medio de una discusión con su novia cuando ella pasó. El hombre se enfureció debido a la riña en una furia celosa poco después y, dependiendo de las diferentes declaraciones que hizo, fue a su casa y pasó la noche solo, o condujo su camioneta por el sendero (hacia donde se dirigía Paula). Mintió a la policía en varias ocasiones y fue declarado persona de interés en 1946 y nuevamente en 1952 cuando se revisó el caso. Según se informó, le dijo al menos a dos personas que sabía dónde estaba enterrada Paula, pero más tarde afirmó que solo era una charla ociosa. 
No se encontraron nuevas pruebas de que pudiera haberse cometido un delito. Nunca se descubrió su cuerpo y no se identificaron pistas forenses. La manera en que se manejó la desaparición de Paula fue duramente criticada por el padre de Paula y muchos otros. Se señaló que la falta de una organización en la aplicación de la ley en todo el estado y la falta de capacitación de los sheriffs locales contribuyeron a una investigación mal dirigida. Dentro de los siete meses después de la desaparición de Paula, la legislatura de Vermont creó la Policía Estatal de Vermont.

## En la literatura
La escritora Shirley Jackson (1916-1965) se inspiró en la desaparición de Welden para escribir Hangsaman (1951), como indican los documentos conservados de la autora en la Biblioteca del Congreso. En el momento de la desaparición en 1946, Jackson vivía en North Bennington, Vermont donde su esposo trabajaba en el Bennington College. El relato corto de Jackson The Missing Girl , incluido en Just a Ordinary Day (una colección publicada en 1996 con relatos no recopilados) también hace referencia al caso Welden.